# Acaena cylindristachya
Acaena cylindristachya är en rosväxtart som beskrevs av Hipólito Ruiz López och Pav.. Acaena cylindristachya ingår i släktet taggpimpineller, och familjen rosväxter.

## Underarter
Arten delas in i följande underarter:
- A. c. composita
- A. c. macrophyllidion
- A. c. nitidissima
- A. c. pilosinervis

## Bildgalleri

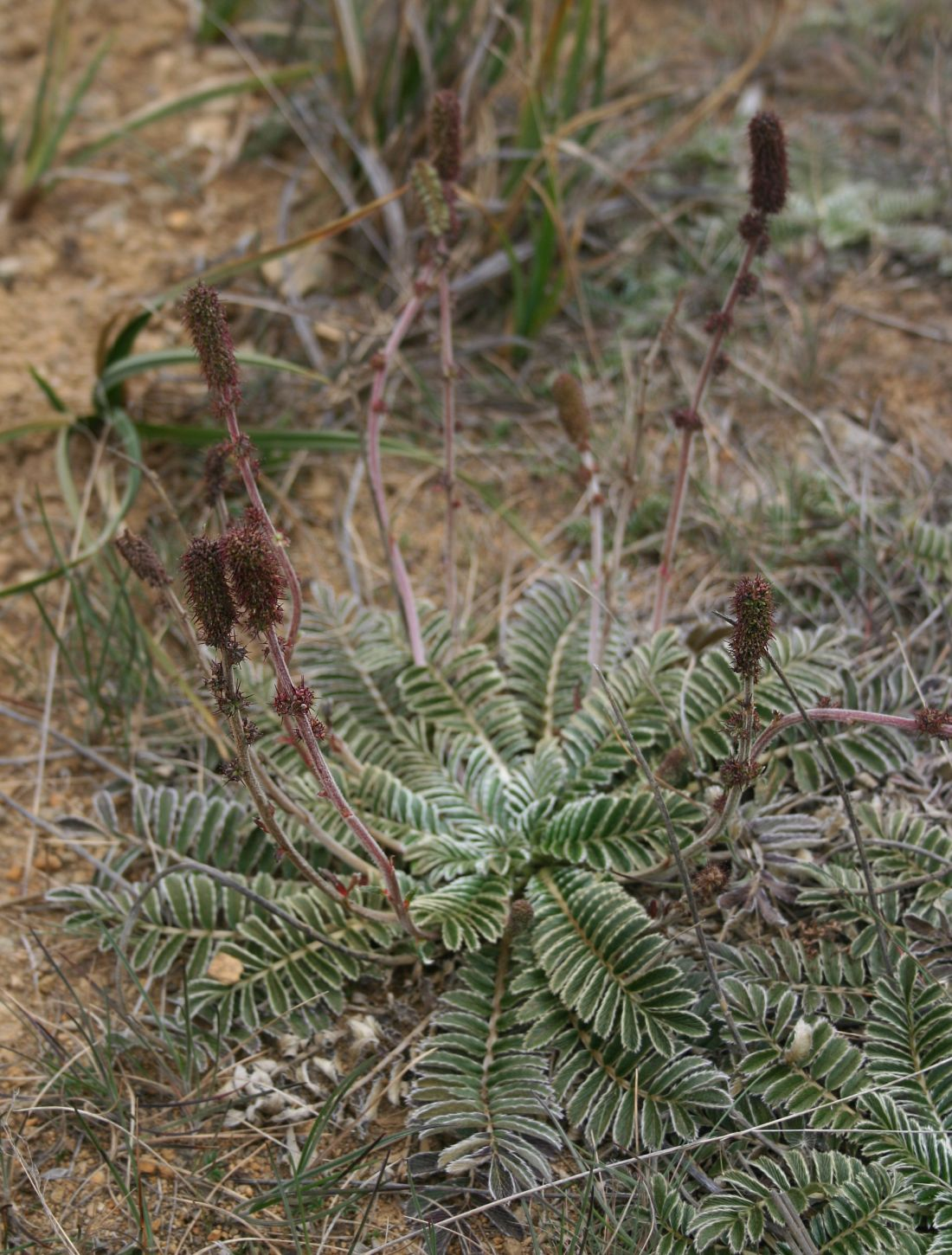